# Джерело «Лісове» (Козинці)
Джерело «Лісове» — гідрологічна пам'ятка природи місцевого значення. Розташована на території Козинецької сільської ради Липовецького району Вінницької області, біля торфовища на південь від с. Козинці. Оголошена відповідно до рішення Вінницького облвиконкому від 29.08.1984 р. № 371. Охороняється великодебітне водорегулююче джерело ґрунтової води.